# 城巴88X線
城巴88X線是一條由城巴營辦的港島區巴士路線，來往小西灣（藍灣半島）及堅尼地城（卑路乍灣），途經柴灣（樂軒臺）、東區走廊、中環灣仔繞道、石塘咀及堅尼地城，為小西灣及柴灣居民提供來往西區的巴士服務，只於星期一至五繁忙時間服務。

## 歷史
- 2016年8月22日：投入服務，試辦三個月[1][2]。
  - 此路線開線前，乳豬紙標示由張振興伉儷書院至砵典乍街一段「約7分鐘直達」。惟有網民試搭首航後，發現實際行車時間遠超所述時間，質疑新巴有否違反《商品說明條例》。事件同日被傳媒報道[3]，新巴其後修改乳豬紙為「約17分鐘直達」。
- 2016年11月21日：試辦期結束，成為常規服務。[4]
- 2018年4月30日：增設實時抵站時間查詢服務。
- 2019年1月20日：車費由$9調至$9.5，實際執行日為2019年1月21日，同日起改經中環灣仔繞道（北角至灣仔北）。[5][6]
- 2019年12月30日：增設回程服務，在星期一至五17:45由堅尼地城開出。[7]
- 2020年11月2日：來回程班次增至2班。[8]
- 2023年7月1日：因應城巴新巴專營權合併，本線改由城巴經營。

## 服務時間及班次
- 星期一至五：
  - 小西灣（藍灣半島）開：07:45、08:00
  - 堅尼地城（卑路乍灣）開：17:45、18:05

星期六、日及公眾假期不設服務
於服務時間以外，乘客可選乘780或788線，於中環或灣仔轉乘5X、18P或18X線來往。總車資與本線相同，但須使用八達通方可享用轉乘優惠。

## 收費
全程：$11.3
- 砵典乍街往堅尼地城（卑路乍灣）：$5.8
- 過林士街天橋後往堅尼地城（卑路乍灣）：$4.8
- 張振興伉儷書院往小西灣（藍灣半島）：$4.5

| - 本線設有12歲以下小童及65歲或以上長者半價優惠。 - 65歲或以上香港居民使用「樂悠咭」，以及12歲以下合資格殘疾兒童使用「殘疾人士身份」個人八達通繳付車資，均可享有每程$2.0或半價（以較低者為準）的票價優惠；12至64歲合資格殘疾人士使用「殘疾人士身份」個人八達通（包括「樂悠咭」），以及60至64歲香港居民使用「樂悠咭」繳付車資，均可享有每程$2.0或全費（以較低者為準）的票價優惠。 - 65歲或以上長者如使用長者或一般個人八達通繳付車資，則只可享有半價優惠；12至64歲合資格殘疾人士如不使用「殘疾人士身份」個人八達通，以及60至64歲人士如不使用「樂悠咭」繳付車資，必須繳付全費。 - 乘客可以現金或八達通於上車時付款，不設找續。 - 每位成人乘客可免費攜帶最多兩名4歲以下而不佔座位的兒童乘客乘車，超額之4歲以下小童必須繳付小童車費乘車。 - 九龍巴士、城巴及龍運巴士全職員工及家屬（不包括外判職員）可免費乘搭本路線，惟必須拍職員或職員家屬八達通。 - 乘客亦可使用AlipayHK「易乘碼」、支付寶、 WeChatHK／微信支付「搭車碼」、銀聯雲閃付「乘車碼」及BOC Pay「乘車碼」、具有感應式支付功能的VISA、Mastercard及銀聯卡，以及Apple Pay、Google Pay及Samsung Pay流動支付平台繳付車資。使用此支付方式的乘客可享有中途下車之分段收費，以及與其他城巴獨營路線或聯營線城巴班次之轉乘優惠，惟不適用於與非城巴路線之轉乘優惠。使用此支付方式的乘客亦不能享有「公共交通費用補貼計劃」及「長者及合資格殘疾人士公共交通票價優惠計劃」。 |

## 行車路線
小西灣（藍灣半島）開經：小西灣道、小西灣邨巴士總站、小西灣道、柴灣道、迴旋處、東區走廊、中環灣仔繞道、龍景街、分域碼頭街、天橋、夏慤道、干諾道中、林士街天橋、干諾道西、嘉安街、德輔道西、堅彌地城海旁、山市街、卑路乍街、加多近街、堅彌地城新海旁及城西道。
堅尼地城（卑路乍灣）開經：城西道、西祥街北、西祥街、卑路乍街、加多近街、吉席街、堅彌地城海旁、德輔道西、水街、干諾道西、港澳碼頭通道、干諾道中、林士街、德輔道中、永和街、干諾道中、民吉街、中環灣仔繞道、東區走廊、柴灣道及小西灣道。

### 沿線車站
| 小西灣（藍灣半島）開 | 小西灣（藍灣半島）開 | 小西灣（藍灣半島）開             | 堅尼地城（卑路乍灣）開 | 堅尼地城（卑路乍灣）開 | 堅尼地城（卑路乍灣）開       |
| 序號                 | 車站名稱             | 位置                             | 序號                   | 車站名稱               | 位置                         |
| -------------------- | -------------------- | -------------------------------- | ---------------------- | ---------------------- | ---------------------------- |
| 1                    | 小西灣（藍灣半島）   | 小西灣（藍灣半島）公共運輸交匯處 | 1                      | 卑路乍灣               | 堅尼地城（卑路乍灣）巴士總站 |
| 2                    | 富景花園             | 小西灣道                         | 2                      | 聯邦新樓               | 卑路乍街                     |
| 3                    | 小西灣邨             | 小西灣邨巴士總站                 | 3                      | 爹核士街               | 吉席街                       |
| 4                    | 曉翠街               | 小西灣道                         | 4                      | 西祥街                 | 堅彌地城海旁                 |
| 5                    | 富城閣               | 柴灣道                           | 5                      | 歌連臣街               | 堅彌地城海旁                 |
| 6                    | 樂軒臺               | 柴灣道                           | 6                      | 堅尼地城游泳池休憩處   | 德輔道西                     |
| 7                    | 環翠商場             | 柴灣道                           | 7                      | 山道                   | 德輔道西                     |
| 8                    | 張振興伉儷書院       | 東區走廊                         | 8                      | 嘉安街                 | 德輔道西                     |
| 9                    | 砵典乍街             | 干諾道中                         | 9                      | 中山紀念公園           | 干諾道西                     |
| 10                   | 高樂花園             | 干諾道西                         | 10                     | 中環（港澳碼頭）       | 中環（港澳碼頭）巴士總站     |
| 11                   | 山道                 | 德輔道西                         | 11                     | 林士街                 | 德輔道中                     |
| 12                   | 堅尼地城游泳池       | 堅彌地城海旁                     | 12                     | 張振興伉儷書院         | 東區走廊                     |
| 13                   | 山市街               | 堅彌地城海旁                     | 13                     | 宏德居                 | 柴灣道                       |
| 14                   | 聯邦新樓             | 卑路乍街                         | 14                     | 漁灣邨                 | 柴灣道                       |
| 15                   | 加多近街             | 加多近街                         | 15                     | 常安街                 | 柴灣道                       |
| 16                   | 卑路乍灣             | 堅尼地城（卑路乍灣）巴士總站     | 16                     | 富欣花園               | 小西灣道                     |
|                      |                      |                                  | 17                     | 富怡道                 | 小西灣道                     |
| 18                   | 富景花園             |                                  |                        |                        | 小西灣道                     |
| 19                   | 小西灣（藍灣半島）   | 小西灣（藍灣半島）公共運輸交匯處 |                        |                        |                              |

## 使用狀況
本線提供往返西區和東區的特快巴士路線，但客量一般。

## 外部連結
- 城巴官方網站88X線資料（PDF乳豬紙版） （页面存档备份，存于）